# Estreptavidina

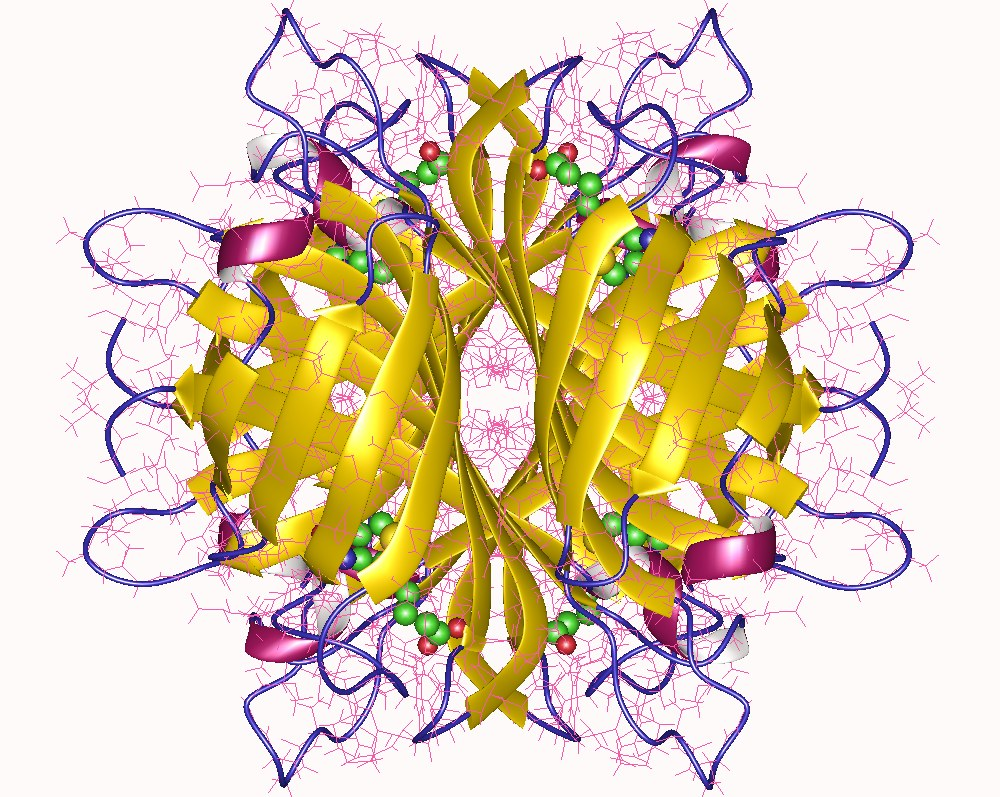
Tetrámero de estreptavidina, Streptomyces avidinii.

La estreptavidina es una proteína tetramérica que sintetiza la bacteria Streptomyces avidinii. Se caracteriza por su elevada afinidad por la biotina, comparable a la de la avidina. La constante de disociación (Kd = 10-14 M) del complejo biotina-estreptavidina la muestra como una de las interacciones no covalentes más fuertes que se conocen. Esta capacidad de unión se mantiene en condiciones extremas de pH, temperatura, disolventes orgánicos, agentes desnaturalizantes, detergentes y peptidasas. Es precisamente esta propiedad la que hace que esta proteína se utilice mucho en biología molecular y biotecnología.

## Estructura
En 1989 dos grupos reportaron la estructura cristalográfica de la estreptavidina unida a biotina. La estructura fue resuelta por Hendrickson et al. de la Universidad de Columbia mediante "multi wavelength anomalous diffraction"  y por  Weber et al. del E. I. DuPont Central Research and Development Department mediante "multiple isomorphous replacement". En septiembre del 2017, había 171 estructuras de estreptavidina depositadas en el banco de datos de proteínas. Los extremos N y C terminal de la proteína completa (159 aminoácidos) son procesados para producir un "core" de estreptavidina más corto compuesto por los residuos 13-139. La eliminación de los extremos N y C terminal es necesaria para una mayor afinidad en su unión a biotina. La estructura secundaria del monómero de estreptavidina está formada por 8 hojas beta antiparalelas que se pliegan para conformar una estructura terciaria en forma de barril beta antiparalelo. El sitio de unión a biotina está localizado en el extremo de cada barril beta. La asociación de cuatro monómeros idénticos define la estructura cuaternaria final de la estreptavidina como la de una proteína tetramérica. El sitio de unión a biotina de cada monómero está formado por aminoácidos del interior del barril beta más un triptófano conservado (Trp120) procedente de la subunidad vecina. De esta forma se puede decir que cada subunidad contribuye al sitio de unión de la subunidad vecina, y cada tetrámero se puede considerar un dímero de 2 dímeros funcionales.

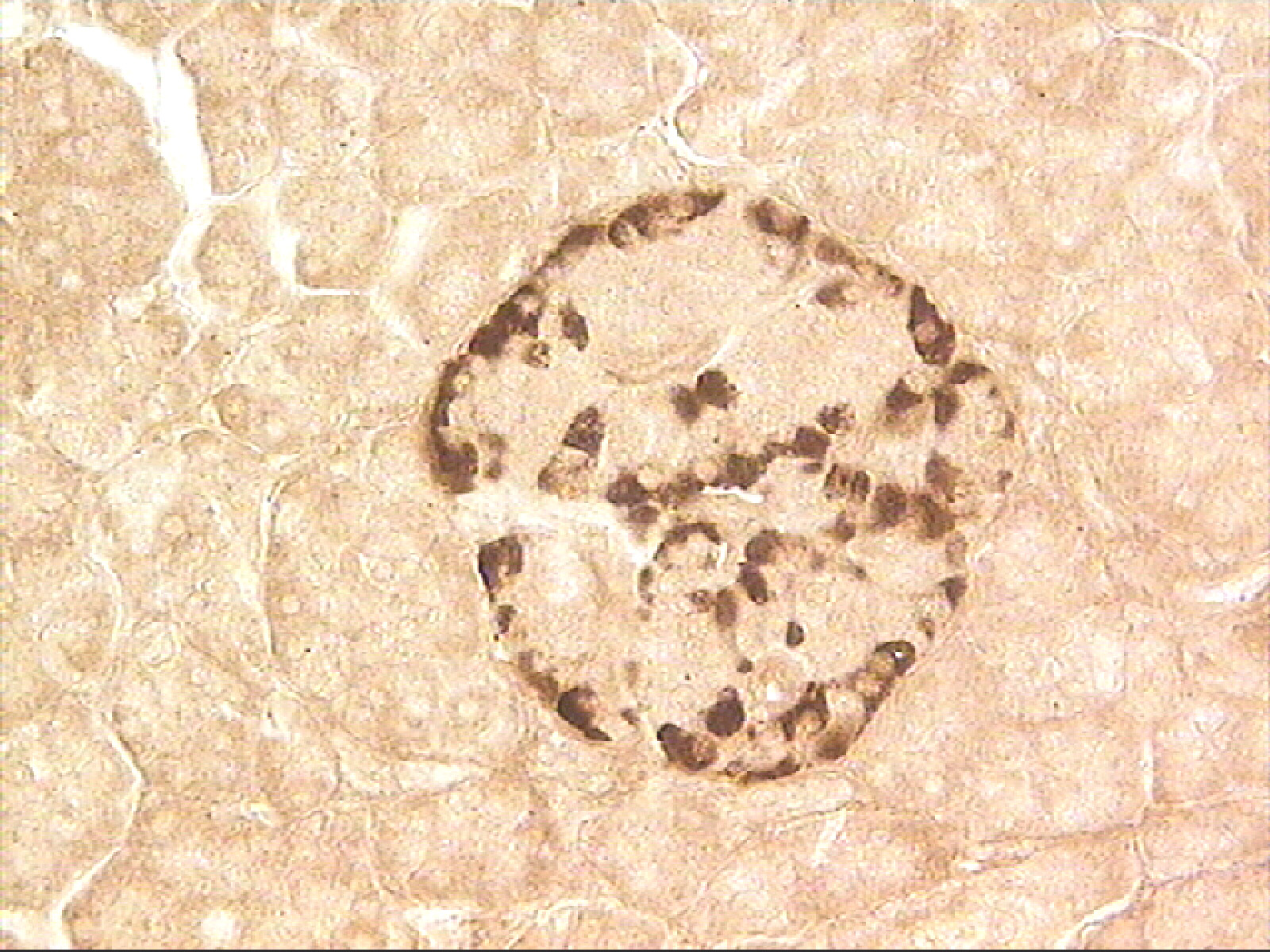
Immunohistoquímica de estreptavidina-biotina y anticuerpo para detectar glucagón en un islote pancreático.